# Potrlica
Potrlica (cyr. Потрлица) – wieś w Czarnogórze, w gminie Pljevlja. W 2011 roku liczyła 22 mieszkańców.